# 中国国民党中央非常委员会
中国国民党中央非常委员会，是1949年中国国民党中央委员会临时设置的代行中国国民党中央政治委员会职权的机构。

## 历史
1949年4月28日至6月11日，中国国民党中央常务委员会决定，蒋中正、李宗仁、孙科、居正、于右任、何应钦、阎锡山、吴忠信、张群、吴铁城、朱家骅、陈立夫等为中央非常委员会委员。7月16日，中央非常委员会在广州市成立，主席蒋中正，副主席李宗仁，秘书长洪兰友，副秘书长程思远。